# Mièges
Mièges är en kommun i departementet Jura i regionen Bourgogne-Franche-Comté i östra Frankrike. Kommunen ligger i kantonen Nozeroy som tillhör arrondissementet Lons-le-Saunier. År 2018 hade Mièges 115 invånare.

## Befolkningsutveckling
Antalet invånare i kommunen Mièges
Referens:INSEE